# سینهاخنباخ
سینهاخنباخ (به آلمانی: Sienhachenbach) یک شهر در آلمان است که در بیرکنفلد واقع شده‌است. سینهاخنباخ ۲۲۶ نفر جمعیت دارد.